# Yun Gyeong-jae
Yun Gyeong-jae (kor. 윤 경재; ur. 8 października 1962) – południowokoreański zapaśnik w stylu wolnym. Olimpijczyk z Seulu 1988, gdzie zajął siódme miejsce w kategorii 74 kg.
Czterokrotny uczestnik mistrzostw świata, czwarty w 1987. Brązowy medalista mistrzostw Azji w 1991 roku.